# Gayrettepe (Beşiktaş)
Gayrettepe è una mahalle del distretto di Beşiktaş a Istanbul, in Turchia.

## Geografia fisica
Il quartiere, che è situato nella parte europea della città, confina con Mecidiyeköy e Fulya da ovest, Esentepe a nord, Balmumcu a est e Dikilitaş a sud. Yıldız Posta Caddesi ne costituisce il confine settentrionale e Barbaros Bulvari quello orientale.

## Storia
Gayrettepe, che fino agli anni '50 contava pochissimi insediamenti, iniziò a essere abitata a seguito sia delle demolizioni nella cosiddetta città murata (oggi distretto di Fatih) sia dell'espansione della città verso nord con la migrazione verso Istanbul. Dopo la costruzione del primo complesso residenziale moderno della regione in Vefabey Sokak, il quartiere si sviluppò ulteriormente negli anni '60 con la costruzione di complessi residenziali per ufficiali in pensione e giornalisti.
Con la costruzione del Ponte sul Bosforo e delle circonvallazioni negli anni '70, divenne possibile raggiungere rapidamente lunghe distanze. Per questo motivo, aree come Gayrettepe, situate dietro la fascia costiera in corrispondenza del lato europeo del ponte, divennero ancora più attraenti come zone residenziali. Oggi, a differenza del suo vicino settentrionale Esentepe, è ancora in gran parte un'area residenziale.

## Monumenti e luoghi di interesse

### Edifici civili
L'edificio di servizio di Gayrettepe del Dipartimento di Polizia di Istanbul, l'ospedale Florence Nightingale, il Selenium Panorama, il Point Hotel Barbaros, il Dedeman Hotel, il Mövenpick Hotel Istanbul Bosphorus, la sede della Beyaz TV Istanbul , la sede del servizio aggiuntivo della Direzione Provinciale di Türk Telekom Istanbul si trovano in questo quartiere.

### Edifici religiosi
- Moschea di Hodja Hayri

### Istituti di istruzione
- Scuola primaria Cengizhan
- Scuola primaria Hüseyin Aycibin
- Scuola primaria Sair Nedim

### Ospedali
- Ospedale Florence Nightingale

## Trasporti
A Gayrettepe è situata la stazione omonima, che é un nodo di interscambio collegando le due linee di Metropolitana M11 proveniente dall'aeroporto di Istanbul (di cui é capolinea)  ed M2, che conduce nel centro europeo della città.

## Fonti
- Gayrettepe Çevre Kültür ve İşletme Kooperatifi (archiviato dall'url originale il 5 agosto 2020).
- Gayrettepe Mahallesi. URL consultato il 12 aprile 2024 (archiviato dall'url originale il 22 febbraio 2014), Beşiktaş Belediyesi